# Dielsiochloa
Dielsiochloa is een geslacht uit de grassenfamilie (Poaceae). De soorten van dit geslacht komen voor in Zuid-Amerika.

## Soorten
De Catalogue of New World Grasses [11 april 2010] erkent de soort:
- Dielsiochloa floribunda